# コール・ウィルコックス
ミッチェル・コール・ウィルコックス（Mitchell Cole Wilcox, 1999年7月14日 - ）は、アメリカ合衆国テネシー州チャタヌーガ出身のプロ野球選手（投手）。右投右打。MLBのタンパベイ・レイズ傘下所属。

## 経歴

### プロ入り前
高校時代に2018年のMLBドラフト37巡目（全体1121位）でワシントン・ナショナルズから指名されたが、契約を拒否してジョージア大学へ進学した。
大学1年目の2019年に日米大学野球選手権大会のアメリカ合衆国代表に選出されている。

### パドレス傘下時代
2020年のMLBドラフト3巡目（全体80位）でサンディエゴ・パドレスから指名されプロ入り。契約金は330万ドルで、これは3巡目指名選手の史上最高額であった。この年は新型コロナウイルスの影響でマイナーリーグの試合が開催されなかった。

### レイズ時代
12月29日にブレイク・スネルとのトレードで、ルイス・パティーノ、フランシスコ・メヒア、ブレイク・ハントと共にタンパベイ・レイズへ移籍した。
2021年に傘下のA級チャールストン・リバードッグスでプロデビューした。7月19日に肘の張りで10日間の故障者リスト入りし、8月9日に60日間の故障者リストに移行され、シーズンを終えた。この年は10試合に先発して1勝0敗、防御率2.03、52奪三振を記録した。
2022年の8月にようやく故障者リストから復帰し、ルーキー級フロリダ・コンプレックスリーグ・レイズとA-級チャールストン・リバードッグスでプレーし、2球団合計で7試合に先発して0勝2敗、防御率3.94、24奪三振を記録した。

## 詳細情報

### 代表歴
- 2019年 第43回日米大学野球選手権大会アメリカ合衆国代表